# Hiram Johnson
Hiram Johnson (ur. 2 września 1866 w Sacramento, zm. 6 sierpnia 1945 w Bethesda w stanie Maryland) – amerykański polityk, gubernator Kalifornii w latach 1911–1917, senator z tego stanu.

## Życiorys
Był prokuratorem w San Francisco, w 1911 został wybrany gubernatorem Kalifornii. W 1912 pomagał w zakładaniu Partii Postępowej i z jej listy kandydował na wiceprezydenta. Sprzeciwiał się dominującym konserwatywnym tendencjom w Partii Republikańskiej. Stopniowo stawał się coraz bardziej nieprzejednanym izolacjonistą, sprzeciwiając się udziałowi USA w Lidze Narodów i stawaniu  przez USA na gruncie traktatu wersalskiego. W 1930 poparł Akty Neutralności, później przeciwstawiał się przygotowaniom USA do II wojny światowej.